# TK state
「TK state」（ティーケーステート）とは1991年から2000年まで運営されていた小室哲哉の個人事務所である。正式名称は「TETSUYA KOMURO state」である。小室の実父が代表取締役を務め、小室も取締役に名を連ねていた。専務取締役として、TM NETWORKデビュー時からの付き合いであり、ヤマハの渋谷の営業部に配属していた道免友彦の名もある。

## 来歴
1992年に前進となる「OPERA GIG」が設立され、1994年に「TK state」に改名。

## 系列事務所

### TK MUSEUM
- 中日邦交正常化25周年記念ライブツアー「TK Presents GROOVE MUSEUM」では音楽ユニット「MUSEUM」としての側面もあった[6]。最初は小室、マーク・パンサー、OLIVIA、DJ DRAGONの4人からなる構成[7]であり、その後原田大三郎を加えその5人を固定メンバーとして、中国・香港の現地歌手との流動的なコラボレーションを中心にした世界展開プロジェクトを行う音楽ユニットを「MUSEUM project」名義で継続・兼任する企画もあった（この企画は諸事情で中止になるが、後にGABALL、TKCOMで結実する）。

### TK state America MUSEUM
- アメリカ・ハリウッドを活動・制作拠点にしていた。
- オン・ザ・エッヂ（現ライブドア）、バーニングプロダクションと業務提携を行っていた。
- 小室の当時の公式サイト「TK Gateway」・「planet TK」・「komuro org」、安室奈美恵の当時の公式サイト「AM-GLAM」、globeの当時の公式サイト「on the globe」、華原朋美の当時の公式サイト「area kahala」、鈴木亜美の当時の公式サイト「鈴木あみ ami suzuki」の運営を行っていた。
- 「YAMAHA EOS SOUND CONTEST98」に協賛として参加した。
- 「デジモンアドベンチャー キャラクターソング ミニドラマ (1)～（3）」にアドバイサーとして参加した（クレジット上は「スペシャルサンクス」となっている）。

### TK SEQUENCE
- 正式名称は「tetsuya komuro SEQUENCE 1101〜5」である。「True Kiss Disc Studios 1101〜5」とも表記された。
- 主に小室個人所有のレコーディングスタジオの運営・管理・機材購入を行っていた。DJ KOOも設営・機材の選別に関わっていた[8]。
- 東京のマンションのフロアを5部屋借り切る形で設立され、トイレ・エレベーターを含む各階・各部屋全てにテレビモニターをつけて、どこからでもボーカル・コーラスを録れる様にした[9]。
- 小室の「東京のスタジオのレンタル料金は世界一高い。1時間5万円はかかる。6時間借りて、且つエンジニアへのギャランティ・機材のレンタル料金・スタッフの食事代も入れると1日50万円はすぐに超えてしまう。だから私有スタジオを作った方が結果的にリーズナブル」という経験が本格的にプライベートスタジオを所有する切っ掛けになった。機材・設備も小室の自費で揃え、設立するための初期投資の総経費は2億5千万～2億7千万円はかかっている[10]。
- 1997年に以前から存在していた「TK Sequence 1103」が小室の助力もあり、久保こーじ専用のプライベートスタジオとして運営されていた[11]。

### TK SEQUENCE America
- Kiss Destinationのレコーディングスタジオとして使用していた。

### TK ENTERTAINMENT SERVE
- 「TK E SERVE」と略することもあった。
- 小室プロデュース作品のプロモーションビデオ・CMの制作とプロデュースを取り仕切っていた[3]。
- イベント限定音楽ユニットであったtk-trapのプロデュースを行っていた。
- 華原朋美のヒストリービデオ「HOW TO MAKE TOMOMI KAHALA 華原朋美はいかにして華原朋美となり得たか」の制作を行った。

### Prime Direction TK Room
- 当時の小室の本所属先であるアンティノス・マネジメントからの業務委託で、1996年以降のエイベックス発の小室プロデュース作品の原盤・映像制作、小室の周囲の予算・情報・版権の管理を担当していた[3]。

### tetsuya komuro rise
- 「TK rise」と略することもあった。
- 1995年3月に設立[3]。
- 主に華原朋美・木根尚登・久保こーじ[3]・阿部薫[12]のプロデュース・マネジメント・コーディネート業務を行っていた。
- 華原に関しては「Prime Direction TK Room」に業務委託し、エイベックスと共同で行っていた[3]。

## かつて所属していたアーティスト
- 小室哲哉
- 宇都宮隆（「discovery」「Detour」「if you wish...」制作時のみ、ノークレジット）
- 木根尚登[13]
- 阿部薫[12]
- No!Galers[5]
  - 久保こーじ[13]
  - 松尾和博[4]
  - 木村建
- 丸山茂雄（フリー契約[14]）
- 松浦勝人（プロデューサー契約[15]）
- 岩佐俊秀
- EUROGROOVE
- tk-trap
- 華原朋美
- MUSEUM
- 鈴木あみ（現鈴木亜美）
- DJ DRAGON[13]
- Kiss Destination